# Lord (casa discografica)
La Lord Records è stata una casa discografica italiana attiva dal 1960 al 1966

## Storia della Lord
L'etichetta venne fondata dal maestro Franco De Paolis, titolare delle edizioni musicali Lord, e dalla cantante Mara Del Rio; la sede si trovava a Milano in Galleria del Corso 4.
La distribuzione era affidata alla Didea (via Moncalvo 52, Milano).
Oltre alla stessa Del Rio, la cantante più nota dell'etichetta era Marisa Del Frate.
La Lord fu presente alle varie manifestazioni musicali del periodo; tra le tante ricordiamo il Festival delle Rose 1964 con Il the, cantata da Paolo Mosca, e il Cantagiro 1966 con Acqua salata, cantata da Augusta.
Nel 1966 De Paolis e la Del Rio chiusero la Lord aprendo una nuova casa discografica, la Magic.

## I dischi pubblicati
Per la datazione ci si basa sull'etichetta del disco, o sul vinile o, infine, sulla copertina; qualora nessuno di questi elementi avesse una datazione, ci si basa sulla numerazione del catalogo, se esistenti, vengono riportati oltre all'anno il mese e il giorno (quest'ultimo dato si trova, a volte, stampato sul vinile).

### 33 giri
| Numero di catalogo | Anno | Interprete       | Titoli                             |
| ------------------ | ---- | ---------------- | ---------------------------------- |
| LP 1001            | 1961 | Marisa Del Frate | Le canzoni de L'amico del giaguaro |

### 45 giri
| Numero di catalogo | Anno            | Interprete       | Titoli                                    |
| ------------------ | --------------- | ---------------- | ----------------------------------------- |
| LRN 101            | 1961            | Marisa Del Frate | Rido/La matta                             |
| LRN 103            | 1963            | Enrico Fiume     | 'O malandrino d'a città/'O furnariello    |
| LRN 108            | 1963            | I Kent           | Di più/QUalcosa di mio                    |
| LRN 110            | 1963            | Mara Del Rio     | Non ti voltare/Due                        |
| LRN 113            | 1964            | Mara Del Rio     | Plaza de toros/Poquitito                  |
| LRN 117            | 1964            | Scaramacai       | Grazie mamma/Tanti auguri a te            |
| LRN 118            | 1964            | Paolo Mosca      | La voglia dell'estate/Va bene hai vinto!! |
| LRN 119            | 1964            | Marisa Del Frate | L'amico del giaguaro/T'aspetto a Roma     |
| LRN 120            | 1964            | Paolo Mosca      | Il the/L'innamorato poverissimo           |
| LRN 121            | 1964            | Gian Montalto    | Riderai/Non dimentico                     |
| LRN 122            | 1964            | Marisa Del Frate | Molto di più/Chi è più stupido            |
| LRN 124            | 1964            | Marisa Del Frate | Sole mio thank you/Voglio dimagrire       |
| LRN 125            | 1965            | Freddi Quaranta  | La panchina/Pensavo... (questa notte)     |
| LRN 126            | 22 gennaio 1965 | Paolo Mosca      | La lascio a te/Resta così                 |
| LRN 128            | 1966            | Augusta          | Acqua salata/Soltanto l'amore             |
| LRN 129            | 1966            | Ljupka           | Era dolce la libertà/Sei nato per amare   |
| LRN 130            | 1966            | Bushmen          | La linea verde/Pioggia                    |